# Stevan Stojkov
Stevan Stojkov (in serbo Стеван Стојков?; Belgrado, 12 gennaio 1989) è un cestista serbo naturalizzato italiano.

## Carriera
Playmaker cresciuto nelle giovanili della Virtus Bologna, ha disputato 6 partite in Serie A con la prima squadra. Nel dicembre 2008 si trasferisce al Gira Ozzano in Serie A Dilettanti, dove termina la stagione con quasi 3 punti di media a incontro. Nella stagione successiva rimane al Gira, e giocando da titolare chiude in prima posizione la classifica degli assistman del campionato con 4,5 assist a partita. Nel luglio 2010 passa al Basket Brescia Leonessa sempre in A Dilettanti, con cui conquista la promozione in Legadue.
Nella stagione 2013-14 viene ingaggiato dalla PMS Torino con un contratto annuale.
Nel 2015 gioca per la Salus Bologna e per la Virtus Padova.